# Bildungshaus (Erwachsenen- und Weiterbildung)
Bildungshaus oder Bildungszentrum ist eine Bezeichnung für Stätten der Erwachsenen- und Weiterbildung, der religiösen Fortbildung oder fachlichen Weiterbildung von Firmenangehörigen.
Zu den Programmen von Bildungshäusern zählen Seminare, einzelne oder sequentiell angelegte Kurse – die vorwiegend an Wochenenden stattfinden – sowie Vorträge und Tagungen. Häufige Themenkreise sind Gesundheit, Selbsterfahrung, Partnerschaft, sinnvolle Gestaltung der Freizeit, Erziehung, Religion(en) und Weltanschauung.
Manche Bildungszentren organisieren Bildungsreisen oder Urlaubswochen für Familien, Bildungshäuser mit religiösen Schwerpunkt können Exerzitien, Einkehrtage oder besinnliche Wanderungen anbieten. Weitere, aber seltenere Angebote sind Management-Kurse, Lehrerfortbildung, psychologische Beratung, Ehevorbereitung usw.
Wichtige Träger von Bildungshäusern sind Diözesen und Ordensgemeinschaften, verschiedene Gewerkschaften, politische Parteien, soziale Organisationen wie die Caritas, Diakonie, Jugendherbergsverbände, Kammern (Arbeiterkammer, Landwirtschaftskammer), Bundesländer oder der Bund.
Im Regelfall sind die Bildungshäuser entweder nach dem jeweiligen Ort benannt (Kloster Nütschau, Kleinsassen, Bildungshaus St. Georgen usw.), oder nach Persönlichkeiten – z. B. Kardinal König Haus, Kolpinghaus oder Don-Bosco-Bildungszentrum.
Auch größere Unternehmen und manche Gebietskörperschaften führen eigene Bildungszentren. Vielfach gibt es Kooperationen mit spezialisierten Schulen oder einzelnen Mitgliedern ihres Lehrkörpers.

## Bildungshäuser in Deutschland
Baden-Württemberg

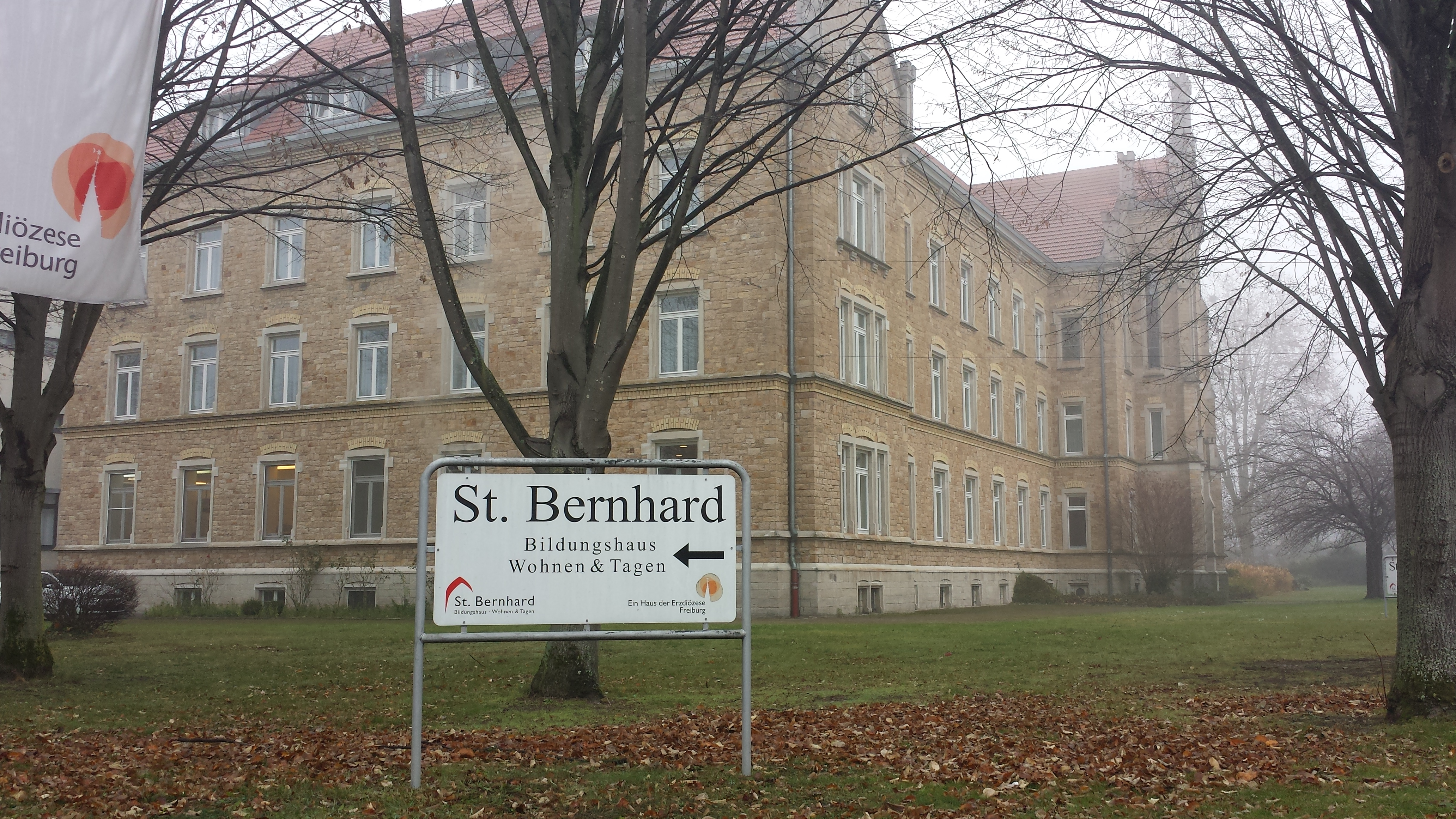
Das Bildungshaus St. Bernhard in Rastatt, Baden-Württemberg (2015)

- Bildungshaus Bruder Klaus, Mosbach/Neckarelz
- Bildungshaus der Barmherzigen Schwestern von hl. Vinzenz von Paul, Untermarchtal
- Bildungshaus im Kloster St. Trudpert
- Bildungshaus Kloster Schöntal
- Bildungshaus Kloster St. Ulrich
- Bildungshaus Neckarelz
- Bildungshaus Schwäbische Bauernschule, Bad Waldsee
- Bildungshaus St. Bernhard, Rastatt
- Bildungshaus St. Luzen, Hechingen
- Bildungshaus St. Michael, Tauberbischofsheim

Bayern
- Bildungshaus St. Gunther, Niederalteich
- Bildungshaus Kloster Schwarzenberg, Scheinfeld/Mfr.
- Bildungshaus Untermerzbach der Pallottiner

Niedersachsen
- Bildungshaus Zeppelin & Steinberg, Goslar

Nordrhein-Westfalen
- KönzgenHaus HVHS Gottfried Könzgen, Haltern am See

Rheinland-Pfalz
- Bildungshaus Herz-Jesu-Kloster, Neustadt an der Weinstraße
- Bildungshaus Maria Rosenberg, Waldfischbach-Burgalben

Sachsen-Anhalt
- Bildungshaus Carl Ritter, Quedlinburg
- Bildungshaus Naumburg

Thüringen
- Bildungshaus Eichsfeld, Uder
- Bildungshaus Marcel Callo, Heilbad Heiligenstadt

## Bildungshäuser in Österreich
Burgenland
Kärnten
- Bildungshaus St. Georgen am Längsee
- Bildungshaus Sodalitas
- Bildungshaus Schloss Krastowitz

Niederösterreich
- Bildungshaus Großrussbach
- Bildungshaus St. Hippolyt
- Bildungshaus Stift Zwettl
- Bildungswerkstatt Mold

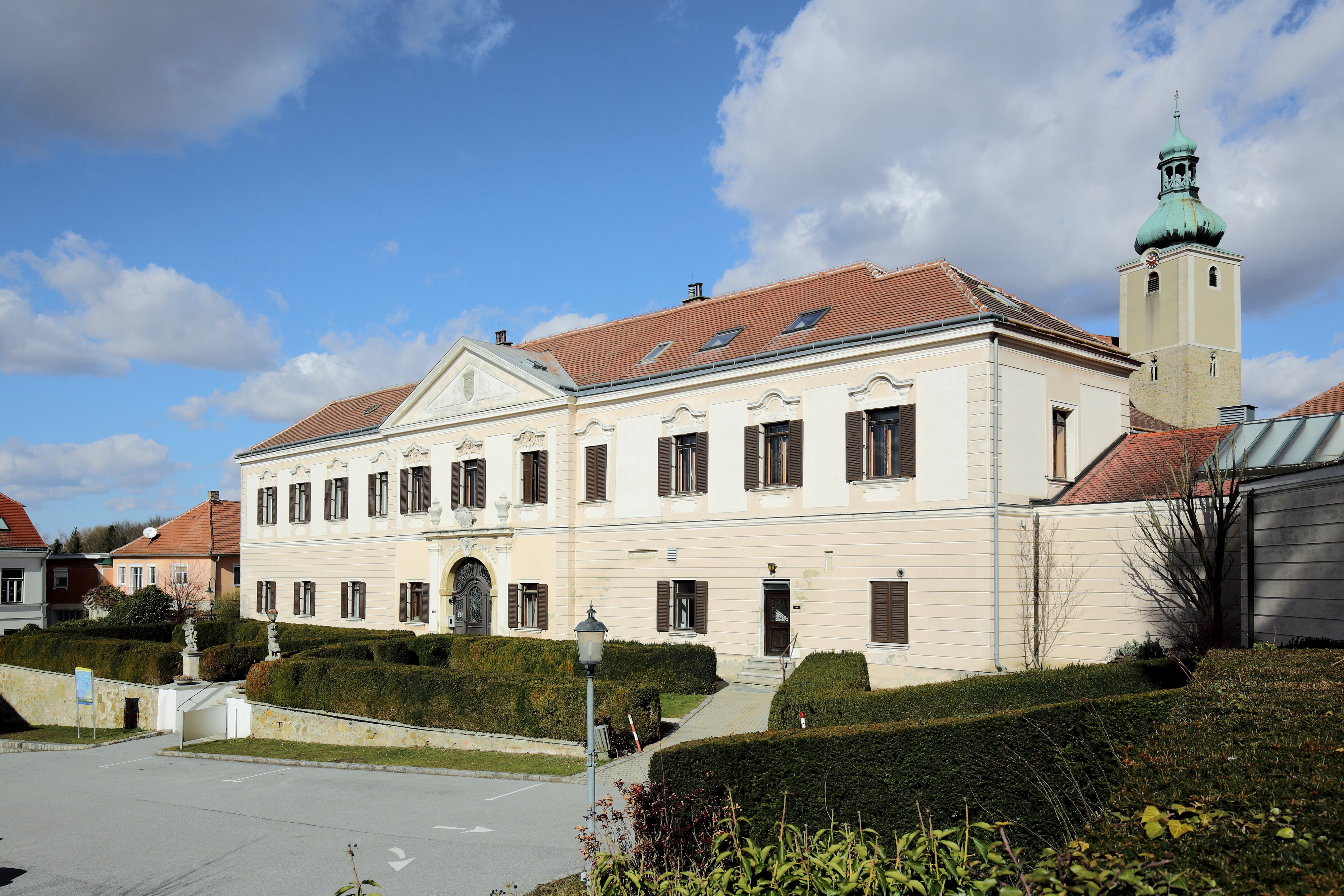
Bildungszentrum Großrußbach, Niederösterreich (2015)

- Bildungszentrum St. Benedikt Seitenstetten
- Katholisches Bildungshaus Schloss Jaidhof

Oberösterreich
- Greisinghof
- Bildungshaus Schloss Puchberg
- Bildungshaus Jägermayrhof
- SPES Akademie
- Betriebsseminar
- Bildungszentrum St. Magdalena
- Bundesinstitut für Erwachsenenbildung
- Bildungszentrum Maximilianhaus

Salzburg
- Bildungszentrum St. Virgil Salzburg

Steiermark
- Steiermarkhof
- Bildungshaus St. Martin
- Bildungshaus Schloss Retzhof
- Bildungshaus Schloss Seggauberg
- Bildungshaus Stift Vorau

Tirol
- Haus der Begegnung Innsbruck
- Bildungshaus Osttirol
- Bildungshaus St. Michael
- Tiroler Bildungsinstitut Grillhof

Vorarlberg
- Schloss Hofen
- Bildungshaus Batschuns
- Bildungshaus St. Arbogast

Wien
- Don Bosco-Haus der Salesianer
- Kardinal König Haus (KKH) der Jesuiten
- Schönstattzentrum Wien-Kahlenberg der Schönstatt-Bewegung

## Bildungshäuser in Südtirol
- Brixen
  - Cusanus-Akademie

- Nals
  - Lichtenburg Nals

- Ritten
  - Haus der Familie

- Latsch
  - Schloss Goldrain

## Bildungshäuser in der Schweiz
Basel
- Hotel Bildungszentrum 21

Graubünden
- Ferien- und Bildungszentrum der Stiftung Salecina, Maloja, Oberengadin